# ルネ・ゴールマハティヒ
- ルネ・グールマーティ
- ルネ・ゴールマチー[1]

ルネ・ゴールマハティヒ（英: René Goormaghtigh、1893年10月13日 – 1960年2月10日
）は、ベルギーのエンジニア。ゴールマハティヒ予想等に名を残している。

## 来歴
1893年、オーステンデに生まれた。ゲント大学で学び1918年、ル・アーヴルの市民技術中央審議会でディプロマを取得した。その後の人生を通して、彼は技術者及び産業管理者として働いた。1952年、 ベルギー総合会社のアドバイザに任命された。1947年レオポルド2世勲章騎士を叙され、1956年には王冠勲章士官を受賞した。1958年、心臓病に罹り、Saint-André-des-Brugesで隠居した。1960年、イクセルで没した。
彼は数学雑誌、特にMathesisに、頻繁に寄稿していた。